# Морозовичи (Брестский район)
Моро́зовичи (бел. Марозавічы) — деревня в Брестском районе Брестской области Белоруссии. Входит в состав Лыщицкого сельсовета.

## География
Деревня расположена в 6 км к северо-востоку от центра сельсовета и в 32,5 км по автодорогам к северу от центра Бреста, граничит с севера с деревней Огородники.

## История
В XIX веке деревня — центр имения, принадлежавшего государству, в Брестском уезде Гродненской губернии, состоявшего из фольварка и деревни. В 1876 году — 51 двор, народное училище, корчма. Деревня являлась центром сельского общества. С 1890 года имение с 1080 десятинами земли принадлежало В. Лыщинской. В 1905 году — деревня Лыщицкой волости Брестского уезда.
После Рижского мирного договора 1921 года — в составе гмины Лыщицы Брестского повята Полесского воеводства Польши, 36 дворов. С 1939 года — в составе БССР.